# Aéroport de Churchill
L'aéroport de Churchill (en anglais : Churchill Airport) (code IATA : YYQ • code OACI : CYYQ) est situé à l'est-sud-est de Churchill (Manitoba), au Canada.
L'aéroport de Churchill dessert la ville de Churchill et sa région environnante. Bien qu'il soit un petit aéroport domestique, il gère un nombre relativement élevé de passagers toute l'année car la région est une destination majeure pour l'écotourisme et la recherche scientifique dans l'Arctique. L'aéroport de Churchill sert aussi de transfert de l'aéroport pour les passagers et de fret circulant entre Winnipeg et les collectivités éloignées de la région de Kivalliq dans le Nunavut.
À l'origine, l'aéroport faisait partie de l'installation militaire de Fort Churchill construite par les United States Army Air Forces, avec la permission du gouvernement canadien, pendant la Seconde Guerre mondiale. Les installations de Fort Churchill ont appuyé les opérations canadiennes et américaines de la base de lancement de fusées de recherche de Churchill, situé à proximité, à partir des années 1950. L'aéroport de Fort Churchill a ensuite servi de base du Strategic Air Command abritant le 3949e escadron de la 813th Strategic Aerospace Division (en).

## Compagnies et destinations
| Compagnies | Destinations               |
| ---------- | -------------------------- |
| Calm Air   | Gillam, Thompson, Winnipeg |